# Parren Mitchell
Pour les personnes ayant le même patronyme, voir Mitchell.
Parren James Mitchell (né le 29 avril 1922 à Baltimore, États-Unis et mort le 28 mai 2007 à Baltimore, États-Unis), est un homme politique américain, représentant démocrate du 7e district du Maryland de 1971 à 1987, connu pour son travail pour faire avancer les droits civiques en faveur des Afro-Américains et comme membre fondateur du Caucus noir du Congrès.

## Biographie

### Jeunesse et formation
Parren J. Mitchell naît le 29 avril 1922 à Baltimore (Maryland) aux États-Unis. Il est l'un des dix enfants de Clarence Maurice Mitchell, Sr.  et d'Elsie Davis Mitchel. Son père, musicien, gagne sa vie comme serveur au Rennert Hotel de Baltimore, et sa mère travaille comme blanchisseuse.
Parren fait ses études primaires à la  Garnet Elementary School, puis il fait ses études secondaires à la  Booker T. Washington Junior High School, et à la Frederick Douglass High School, il obtient son diplôme de fin d'études secondaires en 1940. 
En 1942, il s'engage au sein de l'United States Army, il sert comme officier dans 92e division d'infanterie, il finit la Seconde guerre mondiale avec le grade de capitaine. Blessé durant la campagne d’Italie, il est décoré de la Purple Heart.
Une fois démobilisé il reprend ses études, il est accepté à l'Université d'État Morgan, il y obtient en 1950 le Bachelor of Arts (licence), puis il est reçu à l'Université du Maryland de College Park où il est le premier Afro-Américain à présenter et soutenir avec succès son Master of Arts (mastère 2) en sociologie,.
Il est le frère de l'activiste Clarence Mitchell Jr. (en), qui fut un lobbyiste de la  National Association for the Advancement of Colored People (NAACP) auprès du Congrès des États-Unis et conseiller du président Lyndon B. Johnson pour les questions des droits civiques.

### Carrière politique
De 1963 à 1965, il est secrétaire général de la Commission des relations humaines du Maryland (Maryland Human Relations Commission).
De 1965 à 1968, il est directeur de l'Agence de l'action sociale de la ville de Baltimore (Baltimore Community Action Agency).
En 1971, il fait partie des 13 fondateurs du Caucus noir du Congrès, et la même année, il est élu représentant du 7e district du Maryland devenant le premier Afro-Américain représentant le Maryland au Congrès des États-Unis.
Réélu régulièrement pour sept sessions du Congrès jusqu'en 1987, Mitchell a été membre de diverses commissions de la Chambre des représentants  : banques, finances et affaires urbaines, de l'économie mixte, du  développement économique des minorités, du logement.
Il se fait connaître à ses débuts comme opposant à la guerre du Viet-Nam, et faisant partie des premiers représentants afro-américains, avec Barbara Jordan, à demander la mise en place de la procédure d’impeachment visant le Président Richard Nixon.  

### La fin
Hospitalisé depuis une semaine, il décède le 28 mai 2007 au Greater Baltimore Medical Center (en) des suites d'une pneumonie.
Parren J. Mitchell, repose au cimetière national d'Arlington,.

## Prix, distinctions et hommages
- 1945 : récipiendaire de la Purple heart[13]
- 1998 : Theodore A. Adams Jr. et Walter Fauntroy fondent la Parren J. Mitchell Foundation for Education and Talent Development[2],[14],[15].
- 2015 : la ville de Baltimore inscrit la maison de Parren James Mitchell situé au 1805 de la Madison Avenue à son patrimoine historique et culturel[3].
- 2015 : l'université du Maryland nomme le bâtiment de sa faculté de sociologie le Parren J. Mitchell Art-Sociology Building[6], la cérémonie de dédicace a eu lieu le 3 décembre 2015[16].